# دانیله بازوفیا
دانیله بازوفیا (انگلیسی: Daniele Bazzoffia؛ زادهٔ ۱۱ ژوئن ۱۹۸۸) بازیکن فوتبال اهل ایتالیا است.
از باشگاه‌هایی که در آن بازی کرده‌است می‌توان به باشگاه فوتبال پروجا، باشگاه فوتبال گوریتسا، باشگاه فوتبال پارما، باشگاه ورزشی اولیاننسه، باشگاه فوتبال چیتادلا، و باشگاه فوتبال اتلتیکو آرتزو اشاره کرد.
وی همچنین در تیم‌های ملی فوتبال زیر ۱۸ سال ایتالیا و زیر ۱۹ سال ایتالیا بازی کرده‌است.